# Lepturobosca
Lepturobosca is een kevergeslacht uit de familie van de boktorren (Cerambycidae). De wetenschappelijke naam van het geslacht werd voor het eerst geldig gepubliceerd in 1912 door Reitter.

## Soorten
Lepturobosca is monotypisch en omvat slechts de volgende soort:
- Lepturobosca virens (Linnaeus, 1758)